# Peperomia nodosa
Peperomia nodosa är en pepparväxtart som beskrevs av Truman George Yuncker. Peperomia nodosa ingår i släktet peperomior, och familjen pepparväxter. Inga underarter finns listade i Catalogue of Life.